# Cazadores Correntinos
Cazadores Correntinos är en ort i Argentina.   Den ligger i provinsen Corrientes, i den nordöstra delen av landet, 500 km norr om huvudstaden Buenos Aires. Cazadores Correntinos ligger 84 meter över havet och antalet invånare är 473.
Terrängen runt Cazadores Correntinos är mycket platt. Runt Cazadores Correntinos är det mycket glesbefolkat, med 5 invånare per kvadratkilometer.. Det finns inga andra samhällen i närheten.
Trakten runt Cazadores Correntinos består i huvudsak av gräsmarker.